# Passage Gutiérrez
Le passage Gutiérrez est une galerie marchande du centre-ville de Valladolid, la capitale de la province de Valladolid et de la communauté autonome de Castille-et-León, au Nord-Ouest de l'Espagne. Il se situe entre les rues calle Fray Luis de León et calle Castelar. Construit dans la deuxième moitié du XIXe siècle selon le modèle des passages couverts de Paris et de Bruxelles il est contemporain des fastueuses gallerias d'Italie comme la galleria Vittorio Emanuele II à Milan et la Galleria Umberto I à Naples. Avec le passage de Lodares à Albacete, la capitale de la province du même nom dans la communauté autonome de Castille-La Manche, et le passage del Ciclón à Saragosse, la capitale de la communauté autonome de l'Aragon, le passage Gutiérrez compte parmi les rares exemples d'un passage conservé en Espagne jusqu'à nos jours. Le passage est classé Bien de Interés Cultural (Bien d'intérêt culturel) en 1998. 

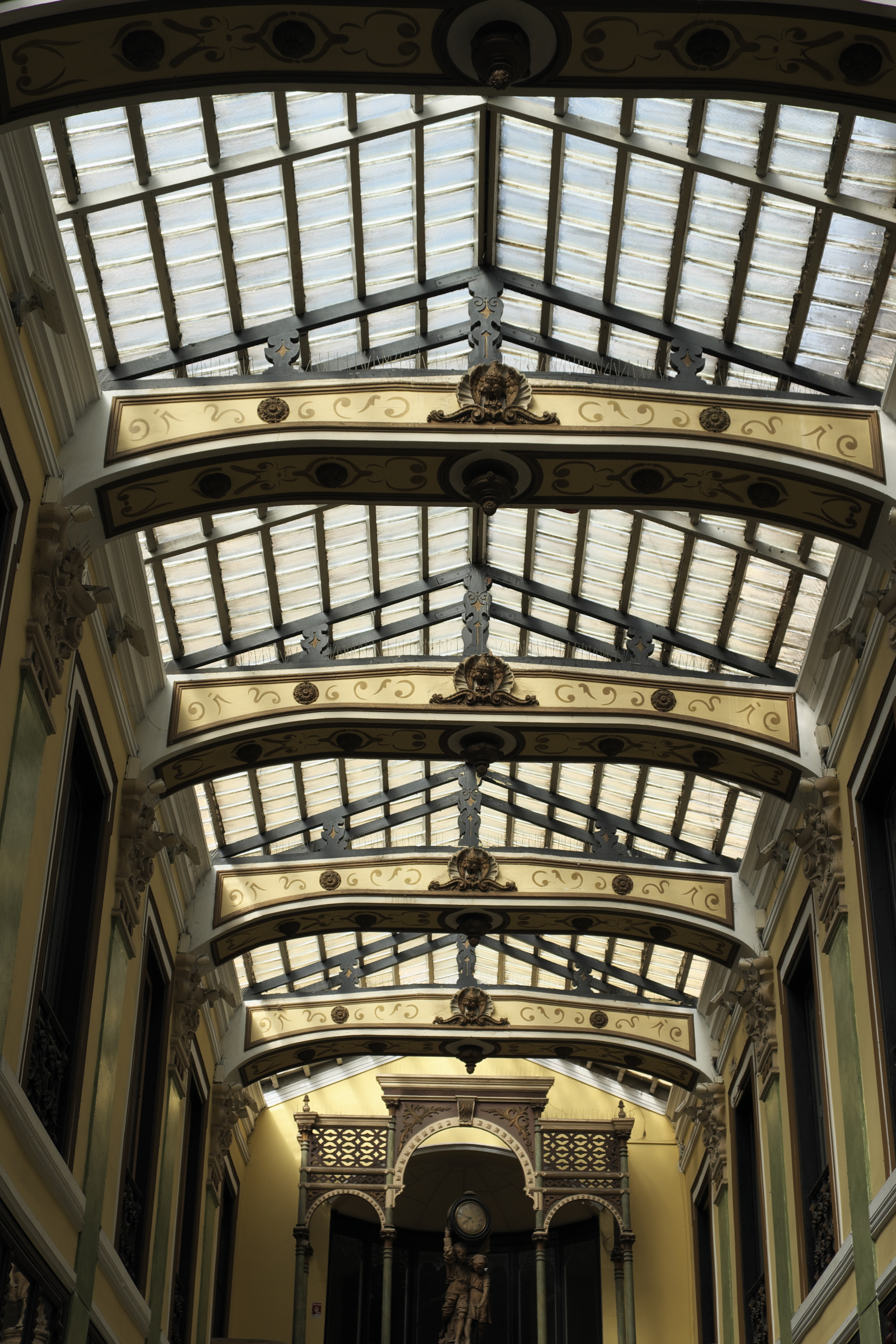
Toit d'une galerie et balcon intérieur

## Histoire
La construction du passage est due à l'initiative de Eusebio Gutiérrez, un riche commerçant, qui, en 1885, chargea l'architecte Jerónimo Ortiz de Urbina de sa realisation. Le passage devrait relier les rues autour de la cathédrale Notre-Dame-de-l'Assomption au quartier de la plaza mayor. Déjà au milieu du XIXe siècle, ce quartier était animé par des cafés et des commerces. Les boutiques du passage Gutiérrez étaient destinées à attirer une clientèle aisée. Inauguré en 1886, au bout d'une année de travaux, le passage n'ayant pas de succès fut abandonné seulement quelques années plus tard et sombrait dans l'oubli pendant un siècle. Dans les années 1980, le passage fut restauré par la ville de Valladolid pour devenir, avec ses cafés et ses bars, une attraction touristique et un lieu de rencontre.

## Architecture
Les murs des façades sont construits en brique. Les entrées se ferment par des grilles en fer surmontées de rosaces, elles portent l'inscription : « PASAGE DE 1886 GUTIERREZ ». 

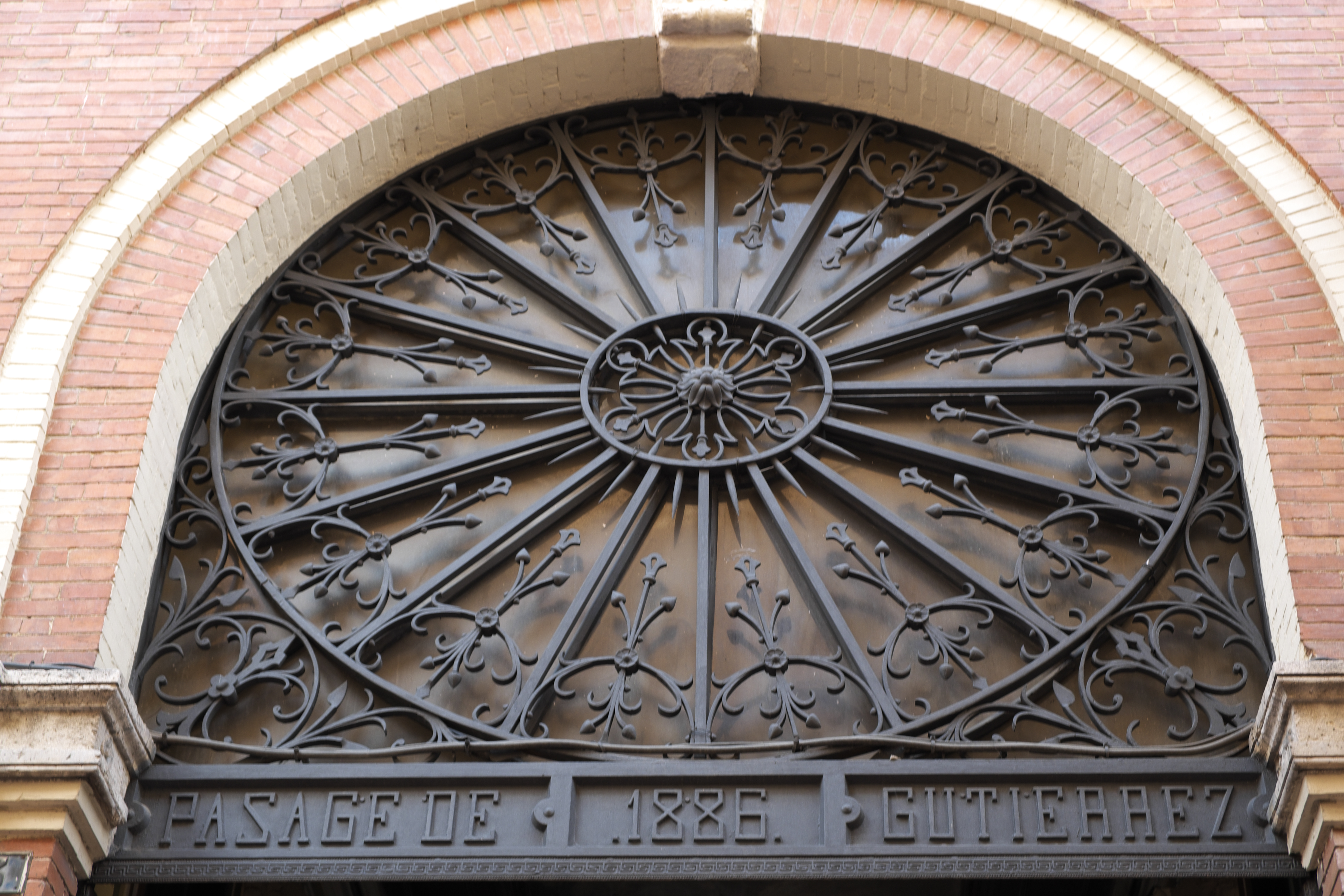
Entrée de la rue Fray Luis de León
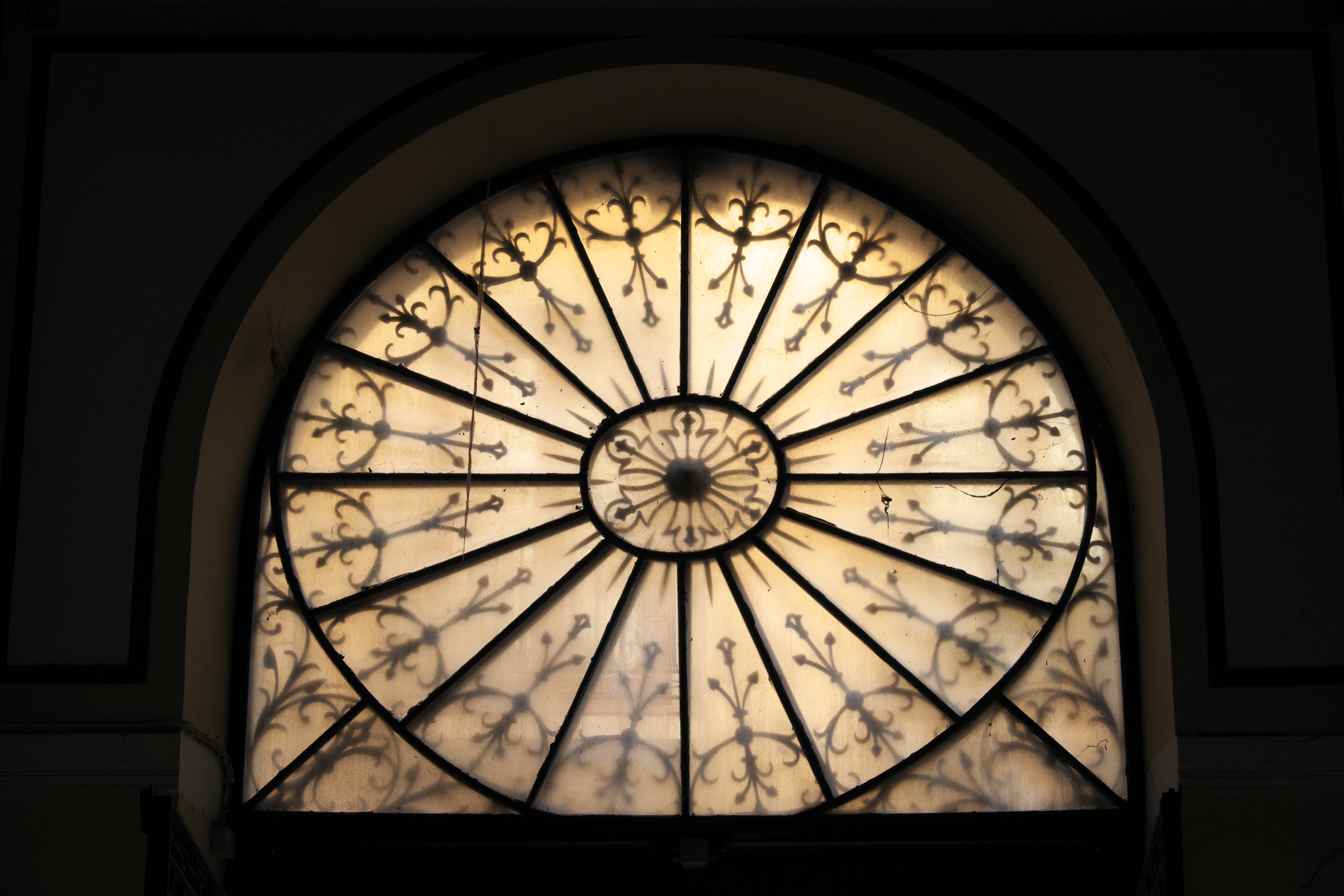
Rosace

Le passage se divise en deux galeries qui convergent en une rotonde couverte d'une coupole en verre. Le toit des galeries est une construction de fer et de verre soutenue par des poutres en bois richement décorées de stuc et peintes de motifs végétaux. Le verre provenait de la fabrique royale de cristal de la Granja située à San Ildefonso dans la Province de Ségovie en Castille-et-León. Dès le début, le passage était équipé d'un éclairage au gaz, une nouveauté à l'époque.

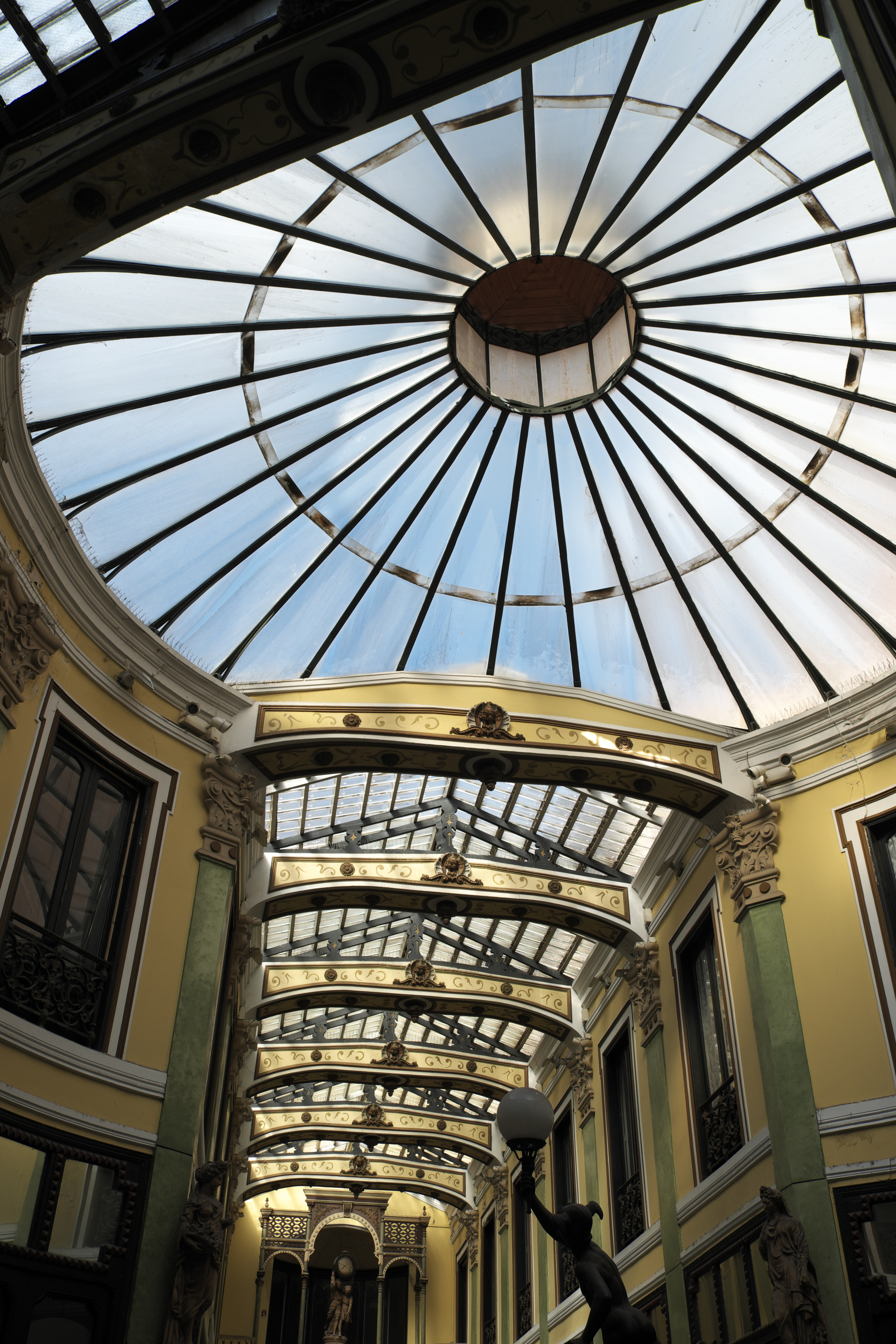
Toit d'une galerie et coupole
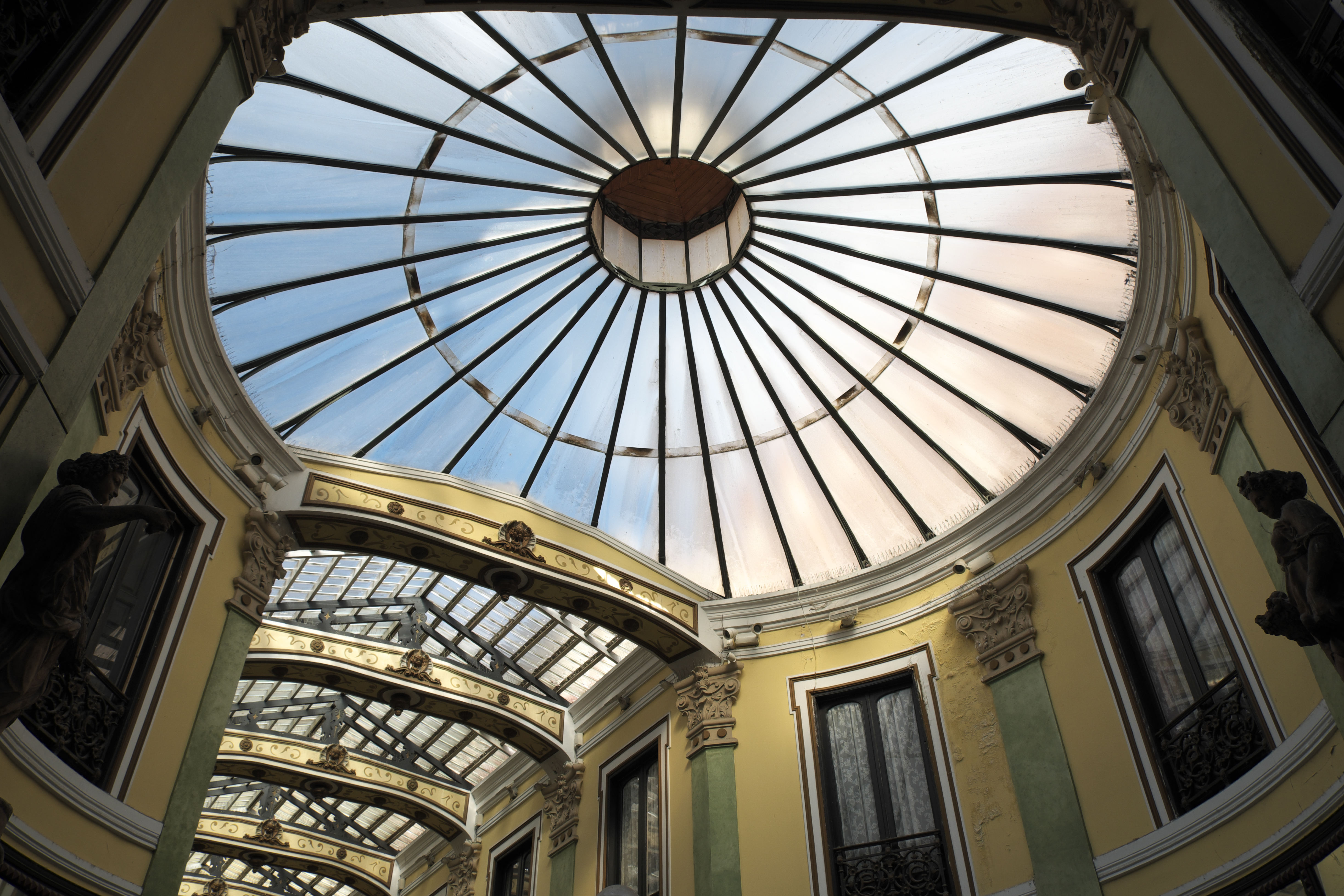
Toit d'une galerie et coupole
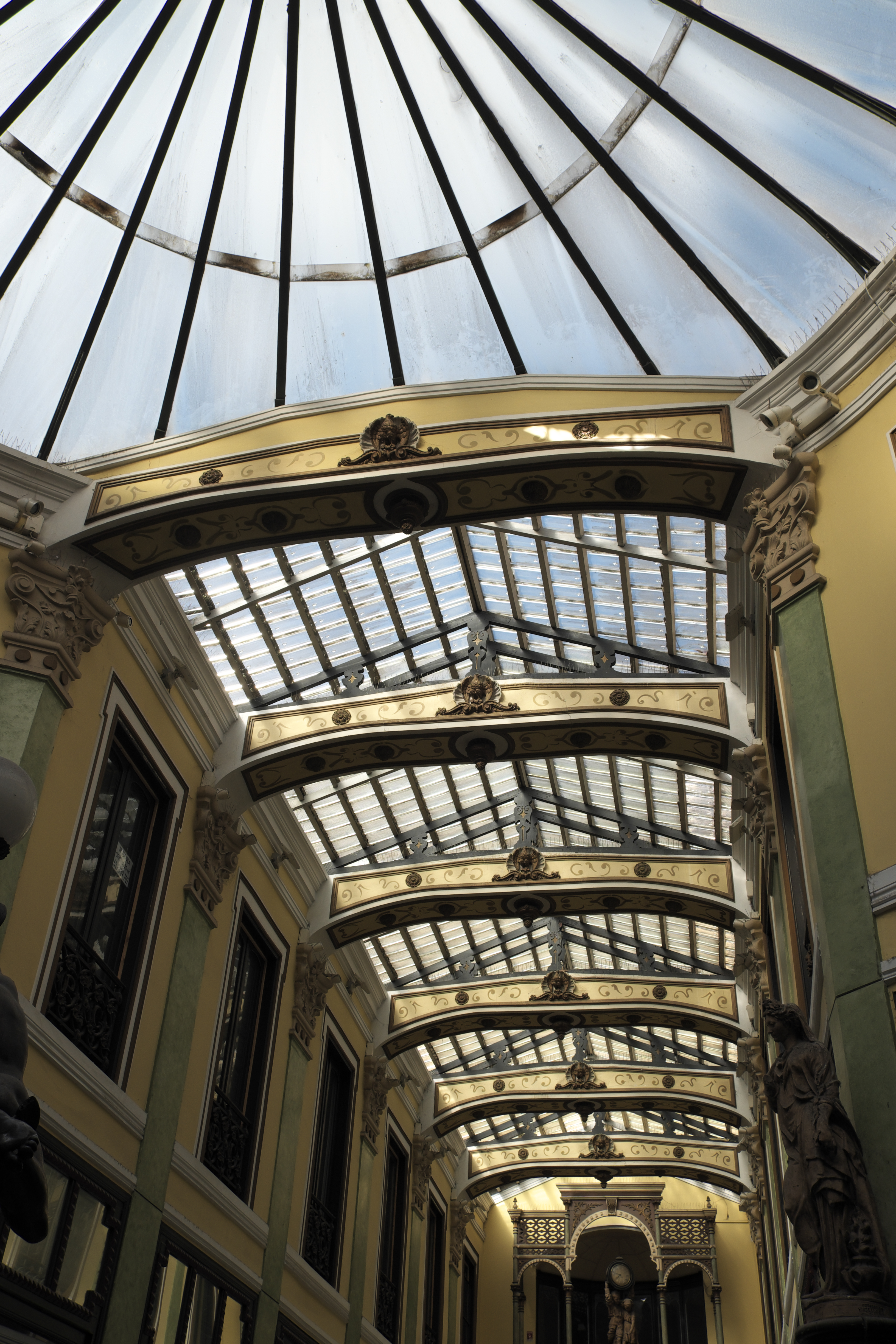
Toit d'une galerie et coupole

## Fresques
Au-dessus d'une partie du passage sont aménagés des appartements. Cette partie est couvert d'un plafond en bois et ornée de fresques. Les scènes représentent les allégories de l'industrie, de l'agriculture et du commerce, une quatrième scène a disparu. Les fresques ont été exécutées par le peintre Salvador Seijas (1837–1913) qui avait son atelier à Valladolid.

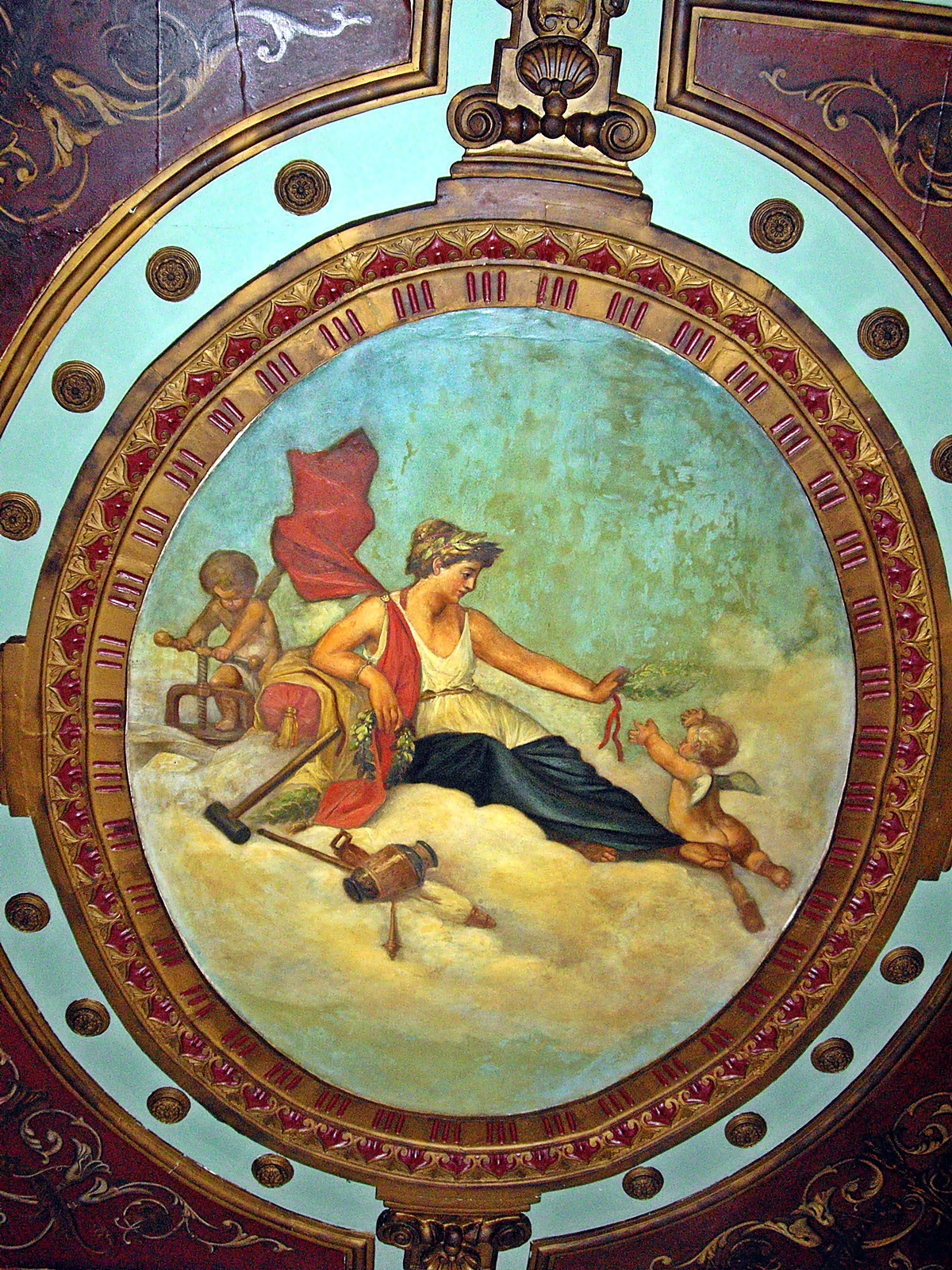
Allégorie de l'industrie
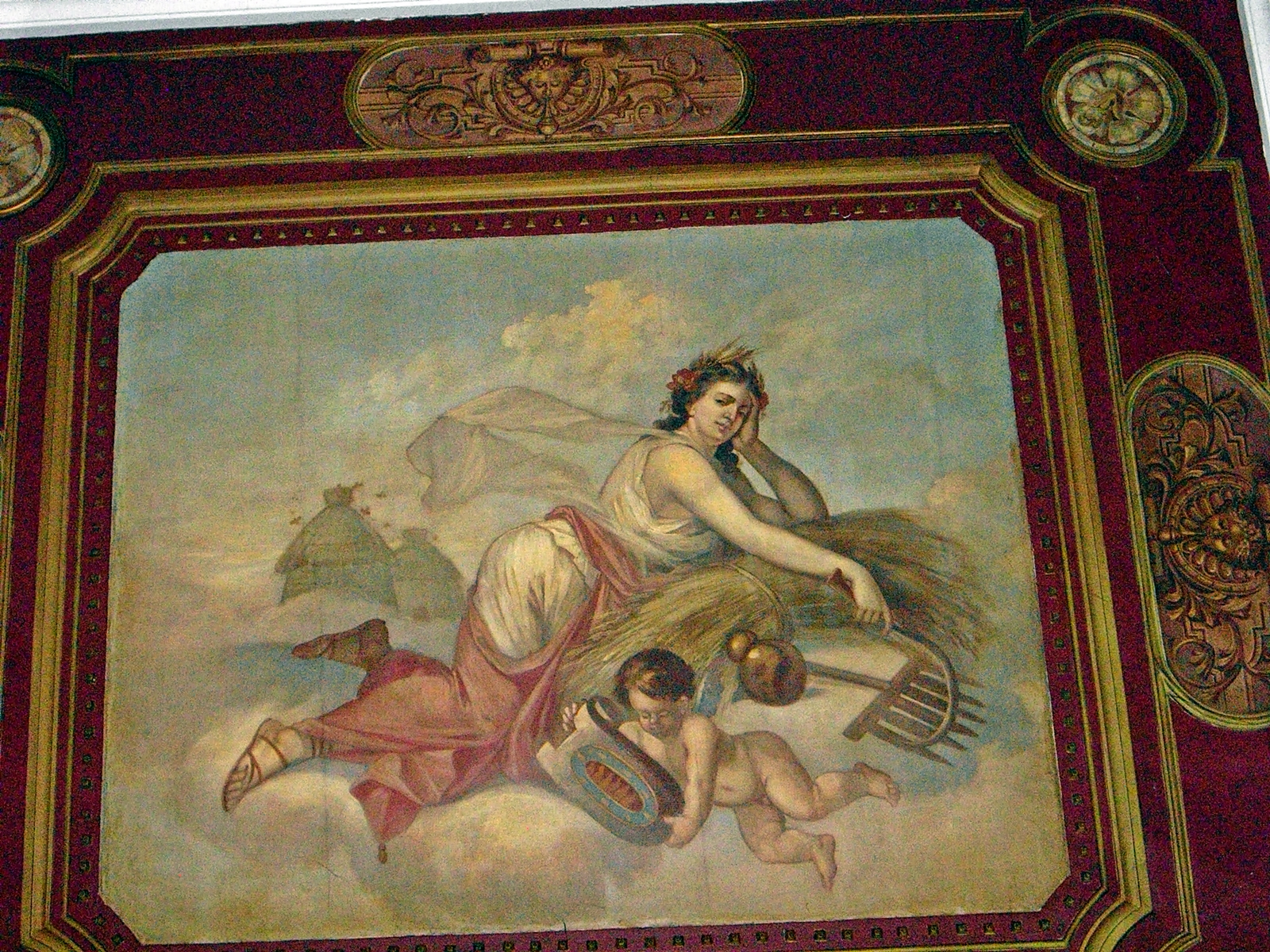
Allégorie de l'agriculture
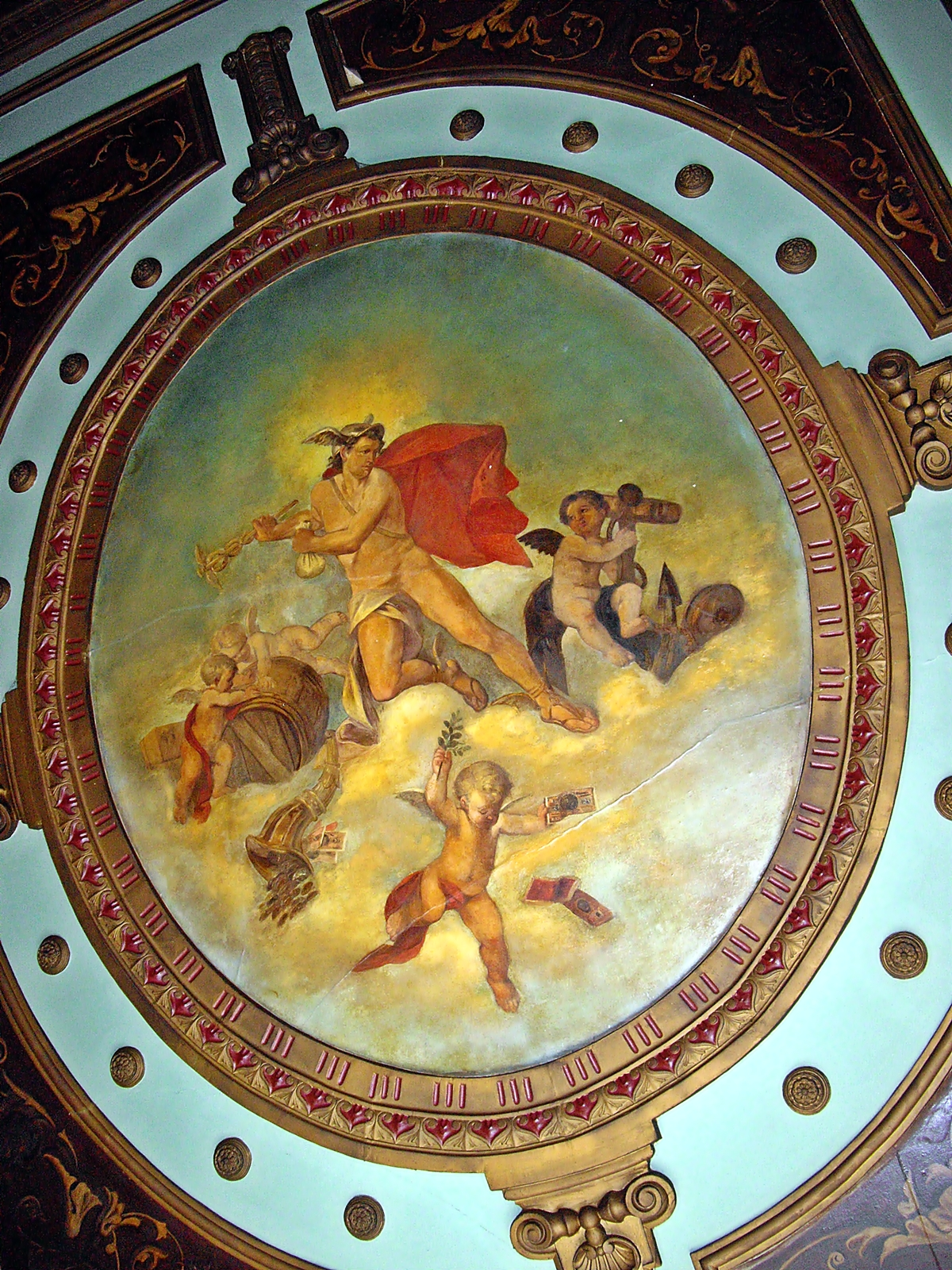
Allégorie du commerce

## Mobilier
Les quatre statues féminines placées devant les pilastres de la rotonde représentent les quatre saisons. La sculpture de Mercure, le dieu du commerce, au centre de la rotonde est une copie d'après une œuvre de Jean Bologne dont l'original, exécuté vers 1580, se trouve au Musée national du Bargello à Florence. Sur le balcon du bâtiment de la rue Fray Luis de León, qui s'ouvre vers l'intérieur du passage, on voit sur un socle les statues de deux enfants, de grandeur nature, qui tiennent une horloge. Au rez-de-chaussée s'ouvrent de grandes vitrines, les longs des murs sont accrochées des lampadaires en bronze, les fenêtres du premier étage ou sont aménagés les appartements sont dotées de belles grilles de fer.